# Готфрид фон Арнсберг
Готфрид фон Арнсберг (на немски: Gottfried von Arnsberg; * ок. 1285; † 1363) е епископ на Оснабрюк (1321 – 1349) и архиепископ на Бремен (1348 – 1359).

## Живот
Произлиза от фамилията на графовете на Арнсберг от род Дом Куик. Той е вторият син на граф Лудвиг фон Арнсберг († 1313) и съпругата му Петронела фон Юлих († 1300), дъщеря на граф Вилхелм IV фон Юлих и съпругата му Рихардис от Гелдерн. Брат е на граф Вилхелм фон Арнсберг (†1338).
Готфрид е първо домхер в Мюнстер през 1311 г., след една година катедрален шоластик и през 1315 г. домпропст.
Той напуска през 1359 г. службата си като архиепископ на Бремен и вероятно се оттегля в замък на графа на Хоя. Погребан е в манастир „Св. Георг“ в Щаде.